# Carduncellus dianius
Carduncellus dianius, coneguda popularment com a card sant, card sant del Montgó o card bord eivissenc, és una espècie de la família de les Asteràcies, endèmica d'Eivissa (Illes Balears) i del Massís del Montgó a Alacant (País Valencià). És una espècie protegida. És una planta herbàcia que es troba en sòls calcaris a replans i fissures de les roques.